# Меддеваде
Меддеваде (нем. Meddewade) — община в Германии, в земле Шлезвиг-Гольштейн. 
Входит в состав района Штормарн. Подчиняется управлению Бад Ольдеслё-Ланд.  Население составляет 779 человек (на 31 декабря 2010 года). Занимает площадь 3,1 км².